# Nadjd

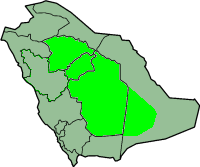
de Nadjd (lichtgroen)

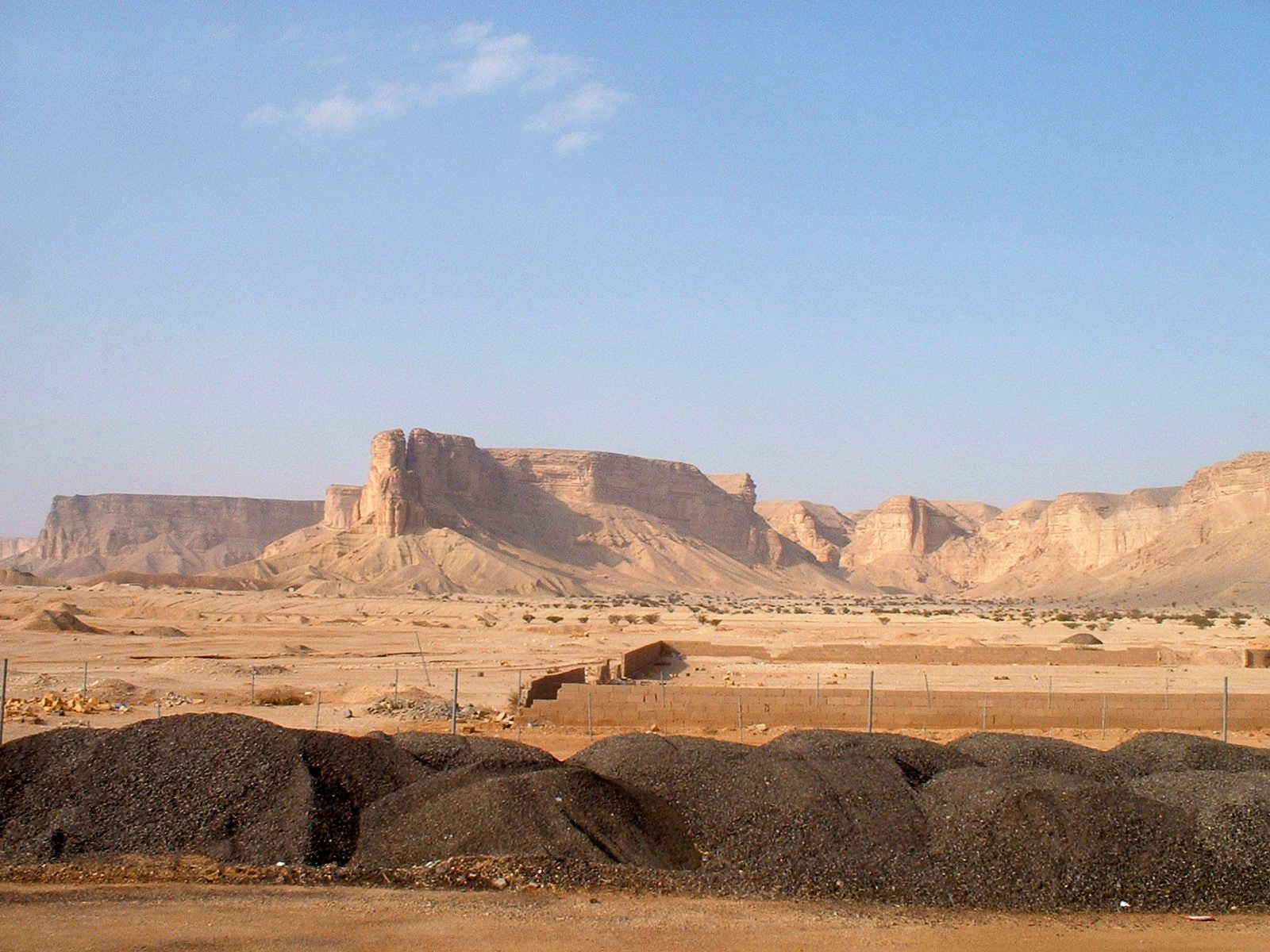
Uitzicht over Nadjd.

Nadjd (ook wel Nejd, Nedjed of Nedzjed) is de regio in Saoedi-Arabië waarin de hoofdstad Riyad gelegen is. Het Huis van Saoed is afkomstig uit deze streek.
Nadjd is een plateau met een hoogte van 760 tot 1520 meter. In het oostelijke gedeelte komen veel oases voor, terwijl in andere delen voornamelijk Bedoeïenen wonen.
De regio werd heroverd door de Saoedi's van Abdoel Aziz al Saoed op de stam van de Rashidi's en het Ottomaanse Rijk gedurende de periode 1901 - 1912.
Toen op 23 september 1932 het land Saoedi-Arabië gevormd werd, werd Nadjd een provincie van dat land.
Met Nadjd wordt soms ook weleens verwezen naar Irak.